# 風俗画報

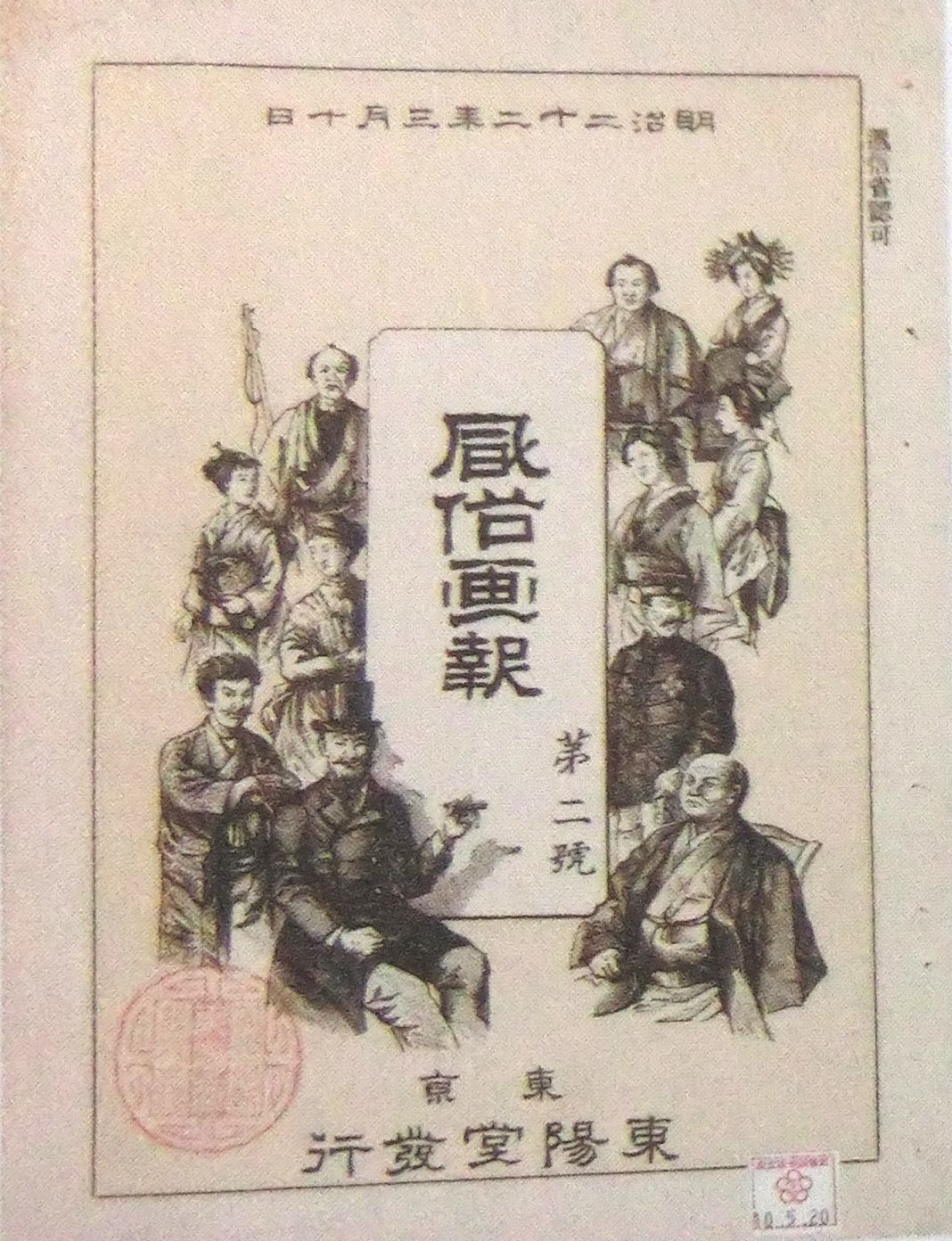
風俗画報 2号 明治22年(1889年）3月、東陽堂

『風俗画報』（ふうぞくがほう）とは、日本初のグラフィック雑誌である。1889年（明治22年）の創刊から1916年（大正5年）まで27年にわたり特別号を含む全518冊を刊行した。
『風俗画報』は東京日本橋葺屋町の東陽堂が発行し、江戸時代から大正時代を取上げて世相、風俗、戦争、文学、歴史、地理など当時の社会風俗を視覚的に解説している。絵や写真などを多用し、師弟関係にあった小林永濯・富岡永洗、その子弟など、多くの日本画家を起用した。

## 資料としての整備

### 索引、目次

#### 画像データ
国立国会図書館がオンラインで作成者不明の索引（稿本）を公開している。
- 『風俗畫報索引 卷1(ア行)』1919年。NDLJP:1086080。 1-91丁
- 『風俗畫報索引 卷2(カ行)』1919年。NDLJP:1086081。 92-190丁
- 『風俗畫報索引 卷3(サ行)』1919年。NDLJP:1086083。 191-286丁
- 『風俗畫報索引 卷4[(タ-ナ行)]』1919年。NDLJP:1086087。 287-397丁
- 『風俗畫報索引 卷5[(ハ-ワ行)]』1919年。NDLJP:1086086。 398-554丁

#### 冊子版
- 宮尾しげを 編『風俗画報綜覧』三元社、1942年。 NCID BA45078897。OCLC 33612837。
- 宮尾しげを 編『風俗画報索引』青蛙房、1959年2月。OCLC 675406911。
- 朝倉治彦 (校訂) 編『風俗畫報. 総細目』明治文献、1973年。
- 書誌研究懇話会 編『「風俗画報」目次総覧』龍溪書舎、1980年7月。 NCID BN03546695。
- 朝倉治彦 (校訂) 編『風俗画報目次総覧』龍溪書舎、1987年11月。 NCID BA61604298。国立国会図書館サーチ：R100000001-I36111100083299。
  - 全478号の目次の翻刻。それぞれの大きさは第1分冊から第23分冊は26cm、第24分冊は28x21cm[注 1]。
    - 第1分冊–第22分冊: 1889年–1916年 (明治22–大正5)
    - 第23分冊: 1908年–1909年 (明治41–42)
    - 第24分冊: 大日本名所図会 (第74号–第92号)

### 複製

#### 冊子版
- 日本近代文学館 編『複刻日本の雑誌 B』講談社、1982年6月。ISBN 4061479997。OCLC 703966215。[1]
  - 創刊号の複製。[7] 風俗画報 明治22年
- 東陽堂 編『風俗画報』国書刊行会、1973年6月。 NCID AN10167724。
  - 1973年6月から1979年1月 (昭和48–54) にかけて1号から479号 (1889年–1913年〈明22.2–大5.4〉) を復刻。

#### CD-ROM版
11枚組のCD-ROM版が1997年に製作された。
- 槌田満文、大串夏身、横山泰子 編『「風俗画報」CD-ROM版』ゆまに書房、1997年。OCLC 44112188。[注 2][注 3]
- 槌田満文 (監修・編)、大串夏身、横山泰子 編『「風俗画報」CD-ROM版』ゆまに書房、2002年2月。国立国会図書館サーチ：R100000002-I000003074029。

#### マイクロフィルム版
1号から478号と増刊はマイクロフィルムに翻刻したものを国立国会図書館が収蔵している。
- 東陽堂『「風俗画報」マイクロフィルム版』ゆまに書房、2002年2月。ISBN 489714101X。国立国会図書館サーチ：R100000002-I023835785。
  - マイクロフィルム (16mm) 20巻と総目次 (検索用データベースCD-ROM1枚)[注 4]。

#### オンライン版
2013年4月1日より、ジャパンナレッジにて「Web版 風俗画報」を有償で公開。

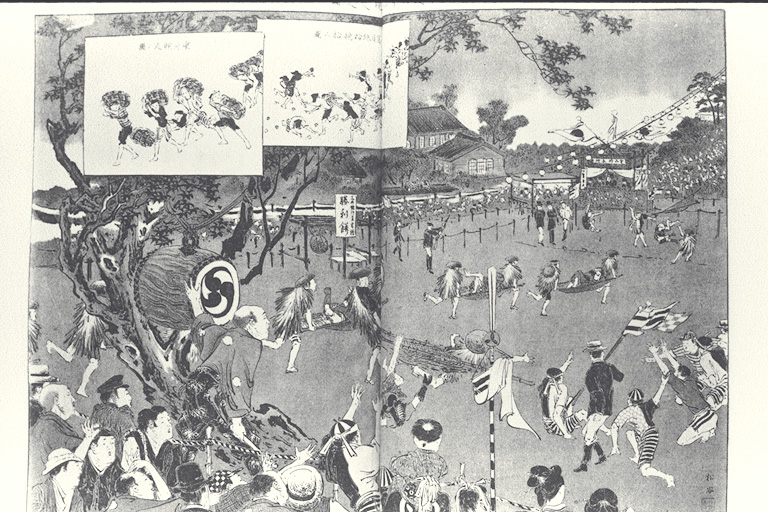
慶應義塾運動会競走の図
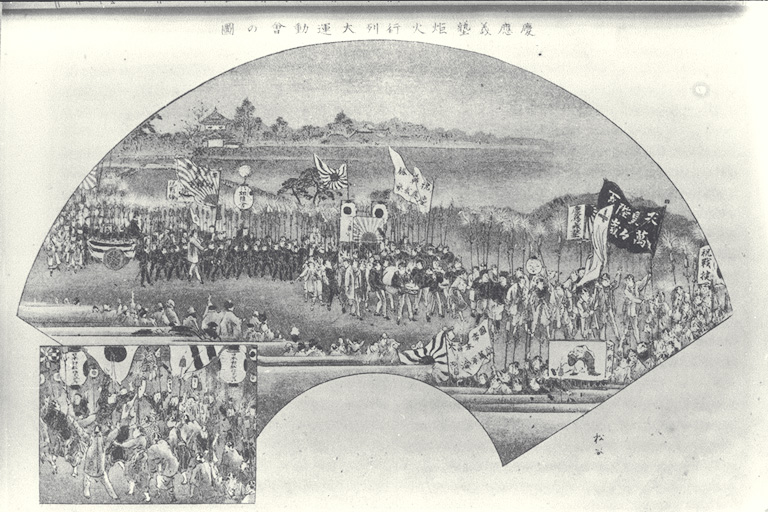
慶應義塾炬火行列大運動会の図
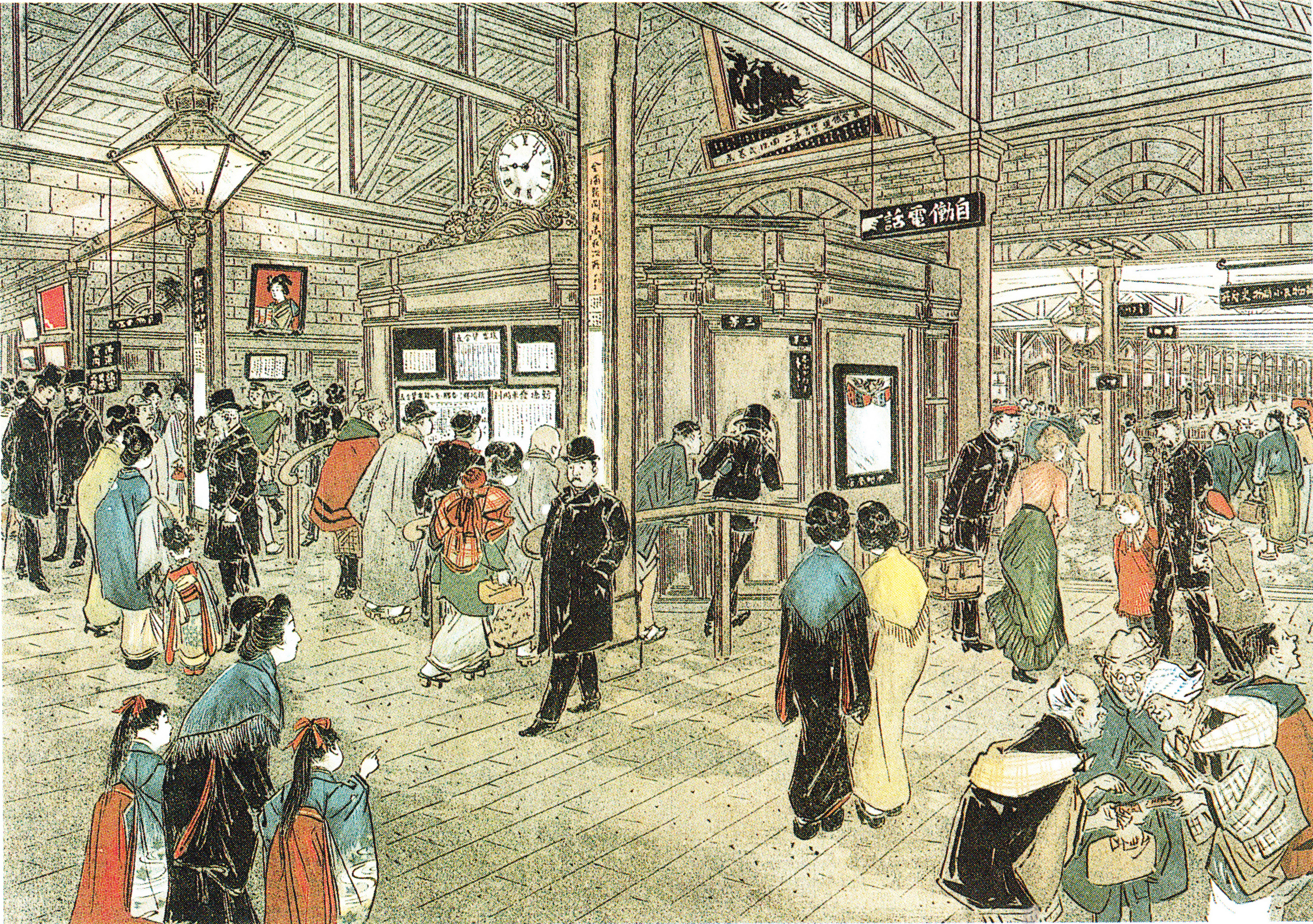
新橋停車場之図